# 羅利 (麻薩諸塞州普查規定居民點)
羅利（英語：Rowley）是位於美國麻薩諸塞州艾塞克斯縣的一個普查規定居民點。

## 人口
根據2020年美國人口普查的數據，羅利的面積為4.51平方千米，當中陸地面積為4.44平方千米，而水域面積為0.07平方千米。當地共有人口1523人，而人口密度為每平方千米337.69人。